# Old Woking
Old Woking – była wieś, teraz część miasta Woking, w Anglii, w hrabstwie Surrey, w dystrykcie Woking. Leży 37 km na południowy zachód od centrum Londynu. Miejscowość liczy 2644 mieszkańców.